# 별의 이름
별의 이름 또는 항성의 이름은 천문학에서 여러 이름이 존재하며 여기에는 성표라든지 역사의 고유 명사, 외국어 이름 등 다양하다.
직녀성(織女星, 서양이름 Vega)과 같이 고대로부터 고유명을 가지는 별도 있지만, 대부분의 별은 그리스어의 알파벳을 사용하여 무슨 자리의 α별, β별, γ별…이라고 부른다. 또 각 별자리마다 적경의 순서로(밝기에는 관계없이) 무슨 자리의 1번, 2번, 3번…이라고 부르는 식도 있다. 더 어두운 별은 항성 카탈로그에 기재되어 있는 번호로 부른다.
대략 10등성(等星)까지, 전천에서 약 80만의 별이 이런 이름을 가지고 있다. 더욱 어두운 별은 특별한 경우 외에는 이름을 갖지 않는 것이 보통이다.

## 같이 보기
- 항성분류